# コリーナ・グラーブ
コリーナ・グラーブ（Corina Glaab、2000年5月25日 - ）は、ドイツの女子バレーボール選手。ポジションはセッター。ドイツ代表。

## 来歴

### クラブチーム
ブロイベルク出身。アンダーカテゴリーでのクラブを経て2018年、Rote Raben Vilsbiburgに入団。2021年、Schwarz-Weiss Erfurtへ移籍し、チームの正セッターとして活躍した。2023年5月、アリアンツ MTV シュトゥットガルトへの移籍が発表され、2023/24シーズンのブンデスリーガとドイツカップで優勝、欧州チャンピオンズリーグに出場した。2024年6月、自身初の海外移籍となるフランスのTerville-Florange OCと契約した。

### 代表チーム
アンダーカテゴリー代表として2017年、U-19世界選手権に出場し6位となった。2018年、アルバニアで開催されたU-19欧州選手権では主将を務めた。2019年、シニア代表に初選出され、モントルーバレーマスターズに出場した。2022年、ネーションズリーグ、世界選手権に出場した。2023年、ネーションズリーグ、欧州選手権に出場した。思い出に残っている試合はネーションズリーグの日本戦であると語っている。

## 球歴
- 世界選手権 - 2022年
- 欧州選手権 - 2023年
- ネーションズリーグ - 2022年、2023年

## 所属クラブ
- Rote Raben Vilsbiburg（2018-2021年）
- Schwarz-Weiss Erfurt（2021-2023年）
- アリアンツ MTV シュトゥットガルト（2023-2024年）
- Terville-Florange OC（2024年-）